# Cementatie

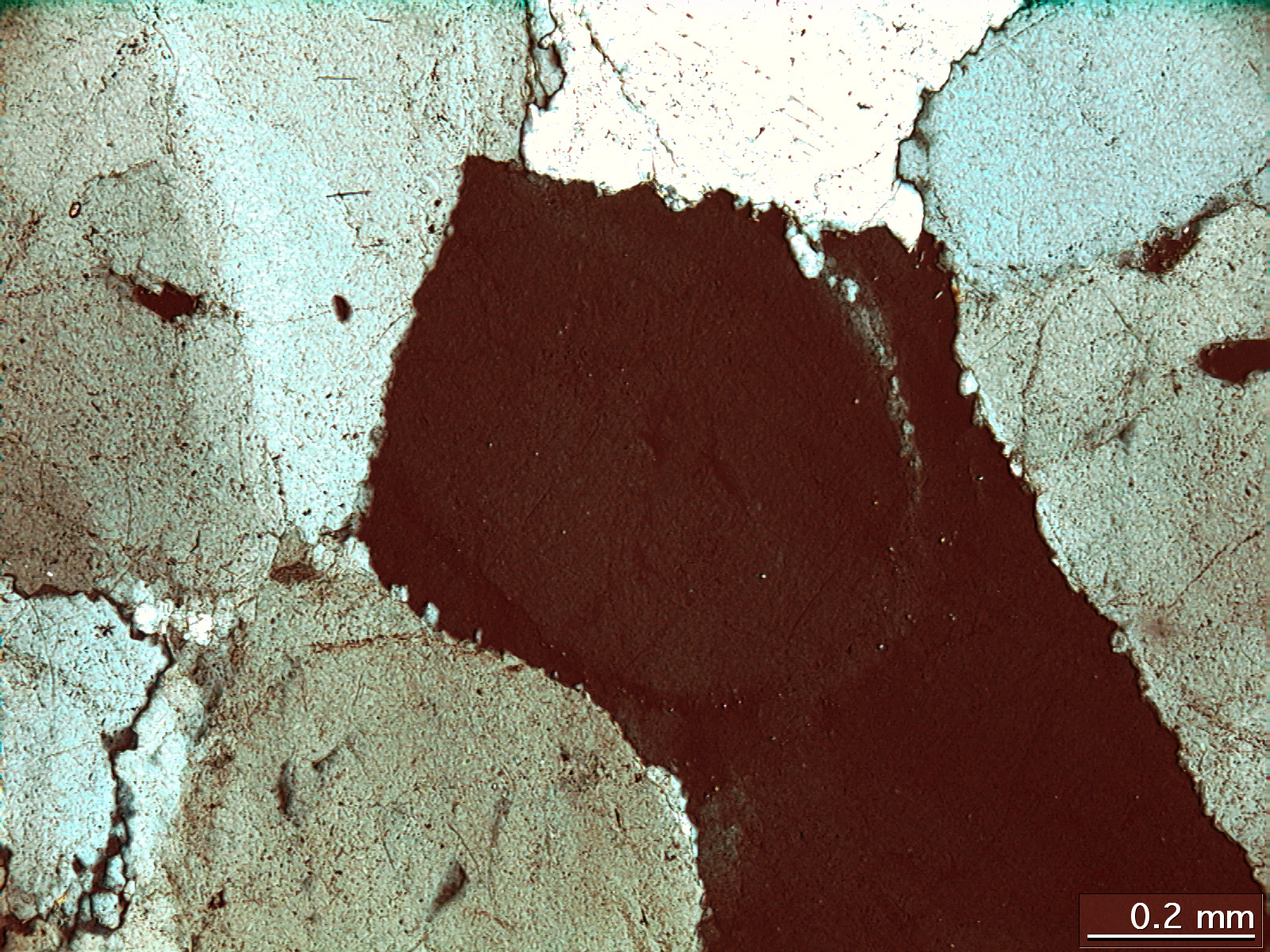
Cementatie door de groei van homoaxiale kwarts in de poriën van een zandsteen. Homoaxiaal wil zeggen dat de kristallografische assen van het cement en de sedimentaire klasten dezelfde oriëntatie hebben. Patronen van insluitsels laten de originele ronde vorm van de klasten zien. Het cement heeft alle poriënruimte opgevuld, zodat nu sprake is van een kwartsiet. Weverton quartzite, Cambrium van Maryland, Verenigde Staten.

Cementatie is een proces waardoor de poriën in een sediment dichtgegroeid raken door de neerslag van bepaalde mineralen. Zoals bij elke neerslagreactie vormen deze mineralen (bekende voorbeelden zijn calciet, aragoniet en kwarts) kristallen, meestal te klein om met het blote oog te zien. Het gevolg is dat dat de losse deeltjes (klasten) waaruit het sediment bestaat aan elkaar gekit raken en het sediment consolideert.

## Cementatie in carbonaatgesteente

### Aragoniet of calciet?
In ondiep zeewater kan relatief veel calciumcarbonaat (CaCO3) opgelost zijn. Daardoor kan er zowel calciet als aragoniet neerslaan in de poriën van sediment. In riffen en ondiepe zeeën bestaat het cement vaak uit een mengsel van aragoniet- en calcietkristallen. Als de klasten kalkskeletjes van organismen zijn, kan het mineraal waaruit deze zijn opgebouwd een belangrijke rol spelen. Veel schelpen bestaan oorspronkelijk uit aragoniet en bevatten daarom veel nucleatiekernen voor de groei van aragonietkristallen. Aragoniet zal dan relatief makkelijk uitkristalliseren.
Dieper mariene sedimenten bevatten minder aragoniet, omdat de oplosbaarheid van calciumcarbonaat op grotere diepte toeneemt. Onder een bepaalde diepte zal geen aragoniet meer neerslaan, nog dieper zal ook calciet niet meer neerslaan. Zulke diep-mariene sedimenten (pelagisch sediment) bestaan slechts uit klei en siliciclastica.
In terrestrische omgevingen is het grondwater meestal onderverzadigd in calciumcarbonaat. Hier kristalliseert alleen de meest stabiele vorm uit, dat is onder oppervlakte-omstandigheden magnesiumarme calciet.